# فريدون آتورايا
فريدون بيت أبرام آتورايا (بالسريانية: ܦܪܝܕܢ ܒܝܬ ܐܒܪܐܡ ܐܬܩܪܝܐ) (1891 - 1926) هو طبيب وسياسي سرياني ولد في بلدة شرباش في منطقة أورميا بإيران. وقد أرسله والده ليعيش مع عمه في تبليسي، التي كانت ضمن الإمبراطورية الروسية حينذاك، حيث درس الطب هناك. بعد تخرجه سنة 1915 عمل طبيبا بالجيش الروسي. بعدها انتقل إلى موطن رأسه بإيران حيث أسس منظمة المؤتمر الوطني الآشوري وساعد في إرسال شباب سريان إلى روسيا لتلقي تدريب عسكري.

بعد اندلاع الثورة البلشفية عام 1917، أسس فريدون آتورايا مع بنيامين أرسانيس وبابا بيت برهد الرهان الحزب الاشتراكي الآشوري، أول حزب سياسي آشوري. وفي وثيقة إعلان الحزب المعروفة ب«بيان أورميا للإتحاد الآشوري الحر». حيث أعلن فيه أن هدف الحزب هو:
إلى أن المجازر التي تعرض لها السريان وانسحاب روسيا من الحرب العالمية الأولى أدت إلى فرار أعضاء الحزب إلى جورجيا حيث اعتقلته السلطات الجورجية بعد اتهامه بالتجسس لصالح الغرب وأطلق سراحه بعد أن سيطر البلاشفة على تبليسي.
حاول فريدون آتورايا إقناع شيشرين وزير الخارجية السوفيتي بإعادة السريان المهجرين إلى الاتحاد السوفيتي إلى مناطق سكنهم قبيل الحرب بأورميا من دون طائل. أعتقلته السلطات البلشفية الجورجية مرة أخرى سنة 1924, ثم مات بظروف غامضة في سجنه سنة 1926.
إلى جانب سيرته السياسية والعسكرية كان فريدون يكتب الشعر كما أنشأ مجلة باللغة السريانية.